# ISO 2709
La norme ISO 2709 (ICS no 34.240.30) est une norme internationale (ISO) qui définit un format d'échange informatique de notices bibliographiques. Sa première édition date de 1973.
Bien que généralement utilisée conjointement avec des données codées en format MARC, la norme ISO 2709 n'est qu'un cadre d'utilisation qui n'impose pas l'utilisation d'un format particulier.

## Structure

### Structure logique
Une notice bibliographique codée en ISO 2709 est découpée en zones repérées par des étiquettes (par exemple, la zone qui a pour étiquette 214 dans le format Unimarc donne des informations sur l'édition de l'ouvrage concerné).
Chaque zone est découpée en sous zones. Voici par exemple une zone 214 en Unimarc
```
214 - 0 $aParis$cPresses universitaires de France$d1992
```

Elle est découpée en plusieurs sous-zones (a, c, d) qui contiennent les éléments de données : ville, éditeur, année.

### Structure physique
Un enregistrement (en anglais record) ISO 2709 est divisé en trois parties :
- le guide (label) : un espace fixe de 24 caractères qui donne les caractéristiques du format implémenté. Il précise par exemple la taille de l'étiquette de chaque zone ;
- le répertoire : subdivisé en étiquette (3 caractères), longueur (4 caractères) et adresse (5 caractères) ;
- les données bibliographiques qui contiennent la suite des zones (field).

Des séparateurs FT (Field Terminator) et RT (Record Terminator) assurent le découpage de l'enregistrement. Ils appartiennent au code ISO/CEI 646 (positions respectives IS2 et IS3).
| Label | Directory | FT | Field | FT | Field | FT | ... | Field | FT | RT |

## Utilisation

### Formats MARC
La norme ISO 2709 a été majoritairement utilisée dans le cadre des échanges entre bibliothèques.
On trouve également des exemples en documentation et par exemple le Common Communication Format (CCF) de l'UNESCO.